# Nikolaus Lichtenštejnský
Princ Nikolaus Lichtenštejnský (Nikolaus Ferdinand Maria Josef Raphael; * 24. října 1947, Curych) je lichtenštejnský právník, diplomat a princ. Je mladším bratrem vládnoucího lichtenštejnského knížete, Hanse Adama II. Je také nerezidentním velvyslancem Lichtenštejnska u Svatého stolce.

## Mládí
Nikolaus se narodil v Curychu jako třetí syn lichtenštejnského knížete Františka Josefa II. a jeho manželky hraběnky Georginy von Wilczek.
Nikolaus dokončil základní vzdělání ve Vaduzu, poté navštěvoval Schottengymnasium ve Vídni a Lyceum Alpinum v Zuozu. V letech 1968 až 1972 studoval právo na Vídeňské univerzitě, kterou absolvoval s titulem doktor práv.

## Kariéra
V letech 1973 až 1974 působil jako vědecký asistent u Mezinárodního výboru Červeného kříže v Ženevě. V letech 1975 až 1976 pracoval pro soudy ve Vaduzu. V letech 1977 až 1978 byl poradcem Úřadu pro mezinárodní vztahy lichtenštejnské vlády.
V letech 1979 až 1989 byl Nikolaus stálým zástupcem Lichtenštejnska při Radě Evropy ve Štrasburku. V letech 1986 až 2017 byl nerezidentním velvyslancem Lichtenštejnska u Svatého stolce. V letech 1989 až 1996 byl velvyslancem Lichtenštejnska ve Švýcarsku. Od roku 1996 do září 2010 byl velvyslancem Lichtenštejnska v Belgii.

## Manželství a potomci
Nikolaus se oženil 20. března 1982 v lucemburské katedrále Notre Dame s princeznou Margaretou Lucemburskou, nejmladší dcerou lucemburského velkovévody Jana. Prozatím je to poslední dynasticky rovnocenné manželství mezi dvěma suverénními rody, které v současné době panují v Evropě.
Mají čtyři děti a dvě vnoučata:
- Princ Leopold Emmanuel Jean Marie Lichtenštejnský (20. května 1984, Brusel – 20. května 1984, Brusel). Pohřben v Královské kryptě v Belgii.
- Princezna Maria-Anunciata Astrid Joséphine Veronica Lichtenštejnská (* 12. května 1985, Brusel-Uccle). Dne 26. června 2021 se civilně provdala za Carla Emanuele Musiniho (* 1979, Camden, Londýn, Spojené království) v Gubbiu v Itálii. Náboženský obřad se konal 4. září 2021 ve skotské bazilice ve Vídni v Rakousku.
- Princezna Marie-Astrid Nora Margarita Veronica Lichtenštejnská (* 26. června 1987, Brusel-Uccle). Dne 25. září 2021 se provdala za Raphaela Worthingtona V. (* 5. dubna 1985, Spojené státy americké) v katedrále Santa Maria Assunta v Orbetellu v Itálii.[4] Pár má dceru:
  - Althaea Georgina Worthingtonová (* 1. července 2022).
- Princ Josef-Emanuel Leopold Marie Lichtenštejnský (* 7. května 1989, Brusel-Uccle). Dne 25. března 2022 se oženil s Kolumbijkou Maríou Claudií „Cloclo“[5] Echavarríovou Suárezovou (* 1988, Švýcarsko),[10] zakladatelkou kreativního poradenství pro latinskoamerické značky jménem Sí Collective,[5] v kostele sv. Petra Clavera v Cartageně v Kolumbii.[6]
  - Princ Leopold z Lichtenštejna (* březen 2023).

## Skauting
Niklaus byl v letech 1971 až 1989 hlavním skautem (německy: Korpsführer). Dnes je čestným členem Skautské asociace. Nikolaus hovořil na Evropském fóru skautů v Grossarlu v roce 1990 na téma myslivosti a ochrany přírody.

## Červený kříž
Nikolaus je delegátem pro mezinárodní záležitosti Lichtenštejnského Červeného kříže.

## Vyznamenání

### Národní vyznamenání
- Lichtenštejnsko: Velká hvězda Knížecího záslužného řádu, 1. třídy[10]
- Lichtenštejnsko: Příjemce medaile k 70. narozeninám knížete Františka Josefa II.

### Zahraniční vyznamenání
- Rakousko: Velkokříž Čestného odznaku Za zásluhy o Rakouskou republiku, ve stříbře
- Svatý stolec: Rytířský kříž Řádu Pia IX.
- Lucembursko: Rytířský kříž Řádu Adolfa Nasavského
- Lucembursko: Příjemce stříbrné jubilejní medaile velkovévody Jeana[11]

## Vývod z předků
|                          |                                     |  |                     |                                              |  |  |  |  |  |  |  | František de Paula z Lichtenštejna |
|                          |                                     |  |                     |                                              |  |  |  |  |  |  |  |                                    |
|                          | Alfréd z Lichtenštejna              |  |                     |                                              |  |  |  |  |  |  |  |                                    |
|                          |                                     |  |                     |                                              |  |  |  |  |  |  |  |                                    |
|                          |                                     |  |                     | Eva Josefina Julie Potocká                   |  |  |  |  |  |  |  |                                    |
|                          |                                     |  |                     |                                              |  |  |  |  |  |  |  |                                    |
|                          | Alois Maria Adolf z Lichtenštejna   |  |                     |                                              |  |  |  |  |  |  |  |                                    |
|                          |                                     |  |                     |                                              |  |  |  |  |  |  |  |                                    |
|                          |                                     |  |                     | Alois II. z Lichtenštejna                    |  |  |  |  |  |  |  |                                    |
|                          |                                     |  |                     |                                              |  |  |  |  |  |  |  |                                    |
|                          | Henrieta Marie z Lichtenštejna      |  |                     |                                              |  |  |  |  |  |  |  |                                    |
|                          |                                     |  |                     |                                              |  |  |  |  |  |  |  |                                    |
|                          |                                     |  |                     | Františka Kinská z Vchynic a Tetova          |  |  |  |  |  |  |  |                                    |
|                          |                                     |  |                     |                                              |  |  |  |  |  |  |  |                                    |
|                          | František Josef II. z Lichtenštejna |  |                     |                                              |  |  |  |  |  |  |  |                                    |
|                          |                                     |  |                     |                                              |  |  |  |  |  |  |  |                                    |
|                          |                                     |  |                     | František Karel Habsbursko-Lotrinský         |  |  |  |  |  |  |  |                                    |
|                          |                                     |  |                     |                                              |  |  |  |  |  |  |  |                                    |
|                          | Karel Ludvík Rakousko-Uherský       |  |                     |                                              |  |  |  |  |  |  |  |                                    |
|                          |                                     |  |                     |                                              |  |  |  |  |  |  |  |                                    |
|                          |                                     |  |                     | Žofie Frederika Bavorská                     |  |  |  |  |  |  |  |                                    |
|                          |                                     |  |                     |                                              |  |  |  |  |  |  |  |                                    |
|                          | Alžběta Amálie Habsbursko-Lotrinská |  |                     |                                              |  |  |  |  |  |  |  |                                    |
|                          |                                     |  |                     |                                              |  |  |  |  |  |  |  |                                    |
|                          |                                     |  |                     | Michal I. Portugalský                        |  |  |  |  |  |  |  |                                    |
|                          |                                     |  |                     |                                              |  |  |  |  |  |  |  |                                    |
|                          | Marie Tereza Portugalská            |  |                     |                                              |  |  |  |  |  |  |  |                                    |
|                          |                                     |  |                     |                                              |  |  |  |  |  |  |  |                                    |
|                          |                                     |  |                     | Adelaida z Löwenstein-Wertheim-Rosenbergu    |  |  |  |  |  |  |  |                                    |
|                          |                                     |  |                     |                                              |  |  |  |  |  |  |  |                                    |
| Nikolaus z Lichtenštejna |                                     |  |                     |                                              |  |  |  |  |  |  |  |                                    |
|                          |                                     |  |                     |                                              |  |  |  |  |  |  |  |                                    |
|                          |                                     |  | Jan Nepomuk Wilczek |                                              |  |  |  |  |  |  |  |                                    |
|                          |                                     |  |                     |                                              |  |  |  |  |  |  |  |                                    |
|                          | Jan Nepomuk Maria Wilczek           |  |                     |                                              |  |  |  |  |  |  |  |                                    |
|                          |                                     |  |                     |                                              |  |  |  |  |  |  |  |                                    |
|                          |                                     |  |                     | Emma Marie Emo-Capodilista                   |  |  |  |  |  |  |  |                                    |
|                          |                                     |  |                     |                                              |  |  |  |  |  |  |  |                                    |
|                          | Ferdinand Maria Wilczek             |  |                     |                                              |  |  |  |  |  |  |  |                                    |
|                          |                                     |  |                     |                                              |  |  |  |  |  |  |  |                                    |
|                          |                                     |  |                     | Ferdinand Bonaventura Kinský                 |  |  |  |  |  |  |  |                                    |
|                          |                                     |  |                     |                                              |  |  |  |  |  |  |  |                                    |
|                          | Alžběta Kinská z Vchynic a Tetova   |  |                     |                                              |  |  |  |  |  |  |  |                                    |
|                          |                                     |  |                     |                                              |  |  |  |  |  |  |  |                                    |
|                          |                                     |  |                     | Marie Josefa z Lichtenštejna                 |  |  |  |  |  |  |  |                                    |
|                          |                                     |  |                     |                                              |  |  |  |  |  |  |  |                                    |
|                          | Georgina Norberta Wilczeková        |  |                     |                                              |  |  |  |  |  |  |  |                                    |
|                          |                                     |  |                     |                                              |  |  |  |  |  |  |  |                                    |
|                          |                                     |  |                     | Jan František Kinský                         |  |  |  |  |  |  |  |                                    |
|                          |                                     |  |                     |                                              |  |  |  |  |  |  |  |                                    |
|                          | Oktavián Zdenko Kinský              |  |                     |                                              |  |  |  |  |  |  |  |                                    |
|                          |                                     |  |                     |                                              |  |  |  |  |  |  |  |                                    |
|                          |                                     |  |                     | noble Iphigenie Dadan de Ghiulvaz            |  |  |  |  |  |  |  |                                    |
|                          |                                     |  |                     |                                              |  |  |  |  |  |  |  |                                    |
|                          | Norbertina Kinská                   |  |                     |                                              |  |  |  |  |  |  |  |                                    |
|                          |                                     |  |                     |                                              |  |  |  |  |  |  |  |                                    |
|                          |                                     |  |                     | Jiří Festetics                               |  |  |  |  |  |  |  |                                    |
|                          |                                     |  |                     |                                              |  |  |  |  |  |  |  |                                    |
|                          | Georgina Festeticsová z Tolny       |  |                     |                                              |  |  |  |  |  |  |  |                                    |
|                          |                                     |  |                     |                                              |  |  |  |  |  |  |  |                                    |
|                          |                                     |  |                     | Evženie Erdődyová z Monyorókeréku a Monoszló |  |  |  |  |  |  |  |                                    |
|                          |                                     |  |                     |                                              |  |  |  |  |  |  |  |                                    |